# Königstuhl (Austria)
Königstuhl – szczyt w Alpach Gurktalskich, paśmie Alp Noryckich, części Alp Wschodnich. Leży w Austrii, w Karyntii. Szczyt oferuje dobre widoki na Wysokie Taury. Leży na zachód od Eisenhut, na północ od Rinsennock i na zachód od Hohe Pressing. Na północ od szczytu leży dolina Rosanintal.